# Jigoku Sensei Nūbē
Jigoku Sensei Nūbē (jap. 地獄先生ぬ～べ~, dt. „Höllenlehrer Nube“, auch bekannt unter dem inoffiziellen englischen Titel Hell Teacher Nube) ist der Titel einer Manga-Serie, die durch die Zusammenarbeit des Autors Shō Makura mit dem Zeichner Takeshi Okano hervorging und im Weekly Shōnen Jump des Shūeisha-Verlags veröffentlicht wurde.
Die Shōnen-Serie ist den Genres Action, Komödie, Horror und Romantik zuzuordnen und startete im September 1993 mit Ausgabe 38 des wöchentlich erscheinenden Magazins und wurde im März 1999 mit Veröffentlichung der 24. Wochenausgabe des Magazins beendet und ist in insgesamt 31 Sammelbände zusammengefasst wurden. Mit einer 49 Episoden umfassenden und durch Toei Animation produzierten Anime-Serie, gelang dem Manga der Sprung auf die Mattscheibe; nach der Ausstrahlung auf den Fernsehsendern Animax und TV Asahi in den Jahren 1996 und ’97 folgten Sendungen unter anderem in Mexiko.
Dieser Fernsehserie folgten insgesamt drei Kinofilme und drei OVA-Episoden.

## Inhalt
Kern der Handlung – in Manga und Anime –  sind die Erlebnisse von Meisuke Nueno (鵺野　鳴介, Nueno Meisuke) auch kurz „Nūbē“ genannt, seines Zeichens Lehrer an der Dōmori-Grundschule (童守小学校, Dōmori shōgakkō), der ein Doppelleben als Exorzist führt und als solcher sein Möglichstes tut, um vor allem seine Schüler der Klasse 5-3 vor Yōkai und anderen übernatürlichen Wesen zu beschützen.
Bei seinen zahlreichen Kämpfen ist ihm seine linke Hand ein hilfreiches Werkzeug, in der eine Kraft versiegelt wurde, die er nach einem Kampf mit einem Oni erhielt. Um im Alltag nicht weiter aufzufallen, verdeckt er die entstellte Hand mit einem Handschuh, der die Kräfte bändigt.

## Veröffentlichungen

### Manga
Neben der kapitelweisen Veröffentlichung der Manga-Serie wurden diese mit der Veröffentlichung des ersten Bandes am 11. Januar 1994 in regelmäßigen Abständen von etwa drei Monaten in Sammelbände zusammengefasst und erneut veröffentlicht. Nach dem Ende dieser Zusammenfassung mit dem Erscheinen des 31. Bandes am 3. September 1999 wurden die Sammelbände in Form von kleinformatigen Bunkoban erneut veröffentlicht. Mit Veröffentlichungsstart dieser Neuauflage ab dem 18. Januar 2006 erschienen ab jedem neuen Veröffentlichungstermin stets zwei der ursprünglichen Bände in einem zusammengefasst.

### Anime-Adaption
Auf Basis des Mangas wurde in den Jahren 1996 bis 1997 eine Anime-Fernsehserie unter der Regie von Yukio Kaizawa durch Toei Animation produziert und im Anschluss auf den japanischen Fernsehsendern Animax und TV Asahi ausgestrahlt. Verantwortlich für die Serie waren die Produzenten Jun Kaji, Nobutaka Nishizawa, Taro Iwamoto und Tetsuya Watanabe. Auf Grundlage der Abbildungen im Manga entwickelte Yōichi Ōnishi unter der künstlerischen Leitung durch Nobuto Sakamoto das Aussehen der Charaktere für die Fernsehserie.
Die Filmmusik wurde durch BMF komponiert, die später ebenfalls die Filmmusik der Originalfassungen der ersten Yu-Gi-Oh!-Fernsehserie und Monster Rancher schufen.
Musikalisch abgeschlossen wurden die Episoden durch den Vorspann mit dem Titel Bari Bari Saikyō No. 1 (バリバリ最強NO.1) von FEEL SO BAD und den beiden Abspanntiteln Mienai Chikara – Invisible One (ミエナイチカラ 〜INVISIBLE ONE〜) von B’z und SPIRIT von PAMELAH.
Produziert und ausgestrahlt wurde die Fernsehserie von April 1996 bis Juni 1997.
Im Ausland wurde die Serie in Mexiko vom 29. Juli bis 2. Oktober 2002 ausgestrahlt.
Im Juli 2024 wurde angekündigt, dass der Manga eine neue Anime-Adaption erhalten wird, die 2025 im japanischen Fernsehen laufen soll.

### Kinofilme
Es wurden insgesamt drei Kinofilme produziert und in japanischen Kinos aufgeführt:
1. (Chō) Jigoku Sensei Nūbē ((超)劇場版!地獄先生ぬ〜べ〜): Uraufführung am 6. Juli 1996
2. Jigoku Sensei Nūbē: Gozen 0-ji Nūbē Shisu! (地獄先生ぬ〜べ〜 午前0時ぬ〜べ〜死す!): Uraufführung am 8. März 1997
3. Jigoku Sensei Nūbē: Kyōfu no Natsu Yasumi!! Ayashi no Umi no Densetsu! (地獄先生ぬ〜べ〜 恐怖の夏休み!! 妖しの海の伝説!): Uraufführung am 12. Juli 1997

### OVA
Unter Yukio Kaizawa produzierte Toei Animation drei OVA-Episoden, die parallel zur Fernsehserie zunächst auf VHS veröffentlicht wurden: Die erste Episode erschien am 12. Juni 1998, die zweite etwa einen Monat später am 10. Juli. Die dritte und letzte Folge wurde am 14. Mai 1999 erstveröffentlicht.

### Neuveröffentlichung auf Disc
Die Fernsehserie wurde zum 10. Jubiläum der Erstausstrahlung 2006 mit allen 49 Episoden auf zwei DVD-Boxen veröffentlicht, in der ebenfalls die Kinofilme und OVA-Episoden enthalten sind. Dabei enthält die erste Box die ersten 24 Episoden der Serie mit den drei Kinofilmen, während die zweite die restlichen Anime-Produktionen bietet.

### Synchronisation
| Rolle                | Japanischer Sprecher (Seiyū) |
| -------------------- | ---------------------------- |
| Meisuke „Nūbē“ Nueno | Ryōtarō Okiayu               |
| Katsuya Kimura       | Kazunari Tanaka              |
| Makoto Kurita        | Megumi Urawa                 |
| Ritsuko Takahashi    | Michiko Neya                 |
| Miki Hosokawa        | Mīna Tominaga                |
| Kyōko Inaba          | Rumi Kasahara                |
| Hiroshi Tateno       | Toshiko Fujita               |
| Kyōsuke Tamamo       | Toshiyuki Morikawa           |
| Yukime               | Yuri Shiratori               |
| Izuna Hazuki         | Chieko Honda                 |
| Erzählerin           | Yoshiko Kimiya               |

### Videospiele
1997 erschien ein Spiel zum Anime für die PlayStation. In dem 2006 erschienenen Spiel Jump Ultimate Stars für den Nintendo DS sind die Figuren Nūbē und Yukime als unterstützende Charaktere enthalten.

## Rezeption
Dem Ende der Serie folgte der Ableger Reibaishi Izuna, die seit 2007 im Magazin Ō Super Jump veröffentlicht wird, einer vom Shūeisha-Verlag veröffentlichte Spezialausgabe des Seinen-Magazins Super Jump, die ebenfalls von Shō Makura und Takeshi Okano gemeinsam erdacht wird und dessen zweiter Sammelband in den japanischen Manga-Verkaufscharts in der Woche vom 6. bis zum 12. Januar 2009 mit 29.490 verkauften Kopien auf Position 19 geführt wurde.